# شقبان برتقالي الأقدام
شقبان برتقالي الأقدام (الاسم العلمي: Megapodius reinwardt) (بالإنجليزية: Orange-footed Megapode)‏ هو نوع من الطيور يتبع جنس الشقبان من فصيلة الشقبانية.